# Rockville Centre
Rockville Centre és una població dels Estats Units a l'estat de Nova York. Segons el cens del 2000 tenia 24.568 habitants.

## Demografia
Segons el cens del 2000, Rockville Centre tenia 24.568 habitants, 9.201 habitatges, i 6.468 famílies. La densitat de població era de 2.892 habitants per km².
Dels 9.201 habitatges en un 33,9% hi vivien nens de menys de 18 anys, en un 59,1% hi vivien parelles casades, en un 9% dones solteres, i en un 29,7% no eren unitats familiars. En el 26,9% dels habitatges hi vivien persones soles el 13,7% de les quals corresponia a persones de 65 anys o més que vivien soles. El nombre mitjà de persones vivint en cada habitatge era de 2,64 i el nombre mitjà de persones que vivien en cada família era de 3,25.
Per edats la població es repartia de la següent manera: un 25,8% tenia menys de 18 anys, un 5,8% entre 18 i 24, un 26,2% entre 25 i 44, un 25,9% de 45 a 60 i un 16,3% 65 anys o més.
L'edat mediana era de 40 anys. Per cada 100 dones de 18 o més anys hi havia 81,9 homes.
La renda mediana per habitatge era de 79.345 $ i la renda mediana per família de 103.315 $. Els homes tenien una renda mediana de 70.149 $ mentre que les dones 43.800 $. La renda per capita de la població era de 40.739 $. Entorn del 2,8% de les famílies i el 5% de la població estaven per davall del llindar de pobresa.